# Тетанус
Тетанус (на латински: tetanus) е ранева инфекция, протичаща остро. Среща се при всички бозайници. Причинява се от отрови, отделяни от анаеробния микроорганизъм Clostridium tetani. Заболяването протича с повишена рефлекторна възбудимост, тонични спазми на отделни мускулни групи или цялата мускулатура на тялото. Смъртността е много висока и се дължи на задушаване в резултат на парализа на гръдната мускулатура и диафрагмата.

## Исторически сведения за заболяването
Заболяването е известно от дълбока древност. Връзката му с предходно раняване забелязват още лекарите от ранните цивилизации в Египет, Гърция, Индия и Китай. През IV век пр.н.е. Хипократ описва клиничната картина на заболяването при собствения си син, умрял от тетанус. В изучаването на болестта се включват и Гален, Целз, Аретей, Авицена, Амброаз Паре и други известни антични и средновековни лекари.
Съвременното научно изследване на тетануса започва през втората половина на XIX век. Установено е, че заразяването с тетанус става през рани (Carte и Ruttoue, 1884), а Nikolaier възпроизвежда болестта след замърсяване на рана с градинска пръст. Изолирането на чиста култура на причинителя прави японския микробиолог С. Китадзато през 1887 г., а през 1890 г. съвместно с немския бактериолог Емил фон Беринг създават първия анатоксичен серум. През 1923 г. френският имунолог Гастон Рамон произвежда анатоксин за активна имунизация.

## Етиология
Причинителят на тетануса се нарича Clostridium tetani. Той представлява грамположителна тънка подвижна пръчица, строг анаероб и образува спори. Краищата на пръчицата са закръглени. Дължината е между 4 и 8 микрона, а ширината е от 0,3 до 0,8 микрона. Притежава и до 20 дълги опашки (флагелуми).
Причинителят се отнася към групата условнопатогенни микроорганизми. Той е естествен обитател на храносмилателната система на животните и човека, където живее и се размножава, без да причинява вреда на организма. Чрез изпражненията попада в околната среда. Среща се в огромни количества в оборския тор, градинските почви, пасищата, водите и замърсени с фекалии места и повърхности.
В присъствие на кислород и температура над 4 °C образува спори. Те са устойчиви на външно въздействие: издържат при температура до 90 °C в продължение на 2 часа, при температура на кипене умират след 1 – 3 часа. В тор и почва се запазват до 10 години. При липса на кислород, температура 37 °C и достатъчна влажност спорите прорастват в неустойчивата вегетативна форма.
В организма и в хранителни среди вегетативната форма образува силна отрова, съдържаща няколко съставки:
- невротоксин – тетаноспазмин;
- хемотоксин – тетанолизин;
- фибролизин.

Отровата на Clostridium tetani е изключително силно, но е по-слаба от ботулиновата отрова.

## Възприемчивост
Най-възприемчиви са конете и магаретата, следвани от говедата, овцете и свинете. Доста по-рядко боледуват кучетата и котките. Младите животни са много по-чувствителни към заразяване. Хората също са силно възприемчиви към заболяването.
| Вид животни   | Единица доза |
| ------------- | ------------ |
| Кон           | 1            |
| Морско свинче | 2            |
| Човек         | 3            |
| Мишка         | 12           |
| Заек          | 24           |
| Куче          | 600          |
| Котка         | 7200         |
| Птица         | 360 000      |

## Разпространение
Тетанусът се среща във всички страни със спорадични случаи на заболели хора. В страните от тропическа Африка и Азия случаите на тетанус придобиват ензоотичен характер. При животните случаите на тетанус са повсеместно разпространени, особено при селскостопанските животни и използваните за впрягане.

## Епизоотология
Тетанусът е ранева инфекция. Спорите на причинителя трябва да попаднат дълбоко в размачканите тъкани, възникнали в резултат на нараняване. Такива случаи най-често възникват при кастрации, недобре обработена пъпна връв, неправилно подковаване, прободни и огнестрелни рани и други. При говедата са наблюдавани случаи на тетанус в резултат на чуждо тяло в предстомашията. Попаднал дълбоко в анаеробни условия причинителят бързо прораства в своята вегетативна форма и започва да произвежда отрова.

## Епидемиология
При хората тетанус настъпва най-вече в резултат на убождане, замърсяване на разкъсни и контузни рани, при по-тежки контузии, включително счупвания. Особено опасни са малките прободни рани със замърсени остри предмети, за които обикновено не се търси лекарска помощ.

## Патогенеза
Водещ фактор в проявата на клиничната картина е тетаноспазминът. Той засяга гръбначния и продълговатия мозък. Нарушава се образуването на ацетилхолинестеразата и нервните клетки изпадат във възбуда. Довежда се до повишена рефлекторна възбудимост, от която възникват тоничните спазми на мускулатурата. Смърт настъпва след няколко дена в резултат на смущения в дишането.

## Клинични признаци
- Клинична картина на тетанус и лечение на куче
- Опистотонус при дете, болно от тетанус

Инкубационният период обикновено продължава между 7 и 21 дена. Много рядко той може да е в рамките на 24 часа (при пъпна инфекция). Описани са и случаи, в които той продължава 60 дена.
По клиничните признаци се различават четири форми на тетанус.

### Локална форма
Това е доста рядка форма на заболяването. Среща се при животински видове (например при кучетата), които са до известна степен устойчиви към болестта. Обикновено протича с тонични спазми в областта на проникване на микроорганизма, които постепенно отшумяват. Смъртността при тази форма е много ниска – около 1%.

### Черепна форма
Рядка форма на тетанус. Заболяването възниква в резултат на възпаление на ухото или след травми на главата. Протича със спазми на лицевите нерви.

### Генерализирана форма
Най-често срещаната форма. Наблюдава се при 80% от случаите. Първият признак е скованост (тризмус) на долната челюст. Апетитът е запазен, но поради парализата на лицевата мускулатура болният не може да се храни. Последва се от скованост на шията, затруднение при преглъщане и втвърдяване на гръдната и телесната мускулатура. Други симптоми: висока температура, изпотяване, високо кръвно налягане, учестен пулс. Спазмите се появяват често на кратки интервали и продължават няколко минути. Наблюдава се характерна стойка на тялото (опистотонус) с изпъната назад глава и насочени напред крайници. При животните стойката на тялото наподобява „магаре за рязане на дърва“. Спазмите продължават от два-три дена до три-четири седмици в зависимост от изхода. При тази форма процентът на смъртност е много висок.

### Неонатална форма
Това е форма на генерализиран тетанус, която се проявява при новородени. Възниква при кърмачета, които не са придобили пасивен имунитет. Обикновено се появява при прерязване на пъпната връв с нестерилни инструменти. В развиващите се страни неонаталният тетанус се среща често и е причина за около 14% от смъртните случаи при новородените. В развитите страни тази форма се среща изключително рядко.

## Патологоанатомични изменения
Няма характерна картина при аутопсия на трупа. Налице са признаци на задушаване – лошо съсирена кръв, хиперемия и оток на белия дроб. В много от случаите е трудно да се открие раната, послужила за входна врата на инфекцията.

## Диагноза
Диагнозата се поставя въз основа на характерната клинична картина и данните от анамнезата. Лабораторните резултати нямат съществен принос.
Заболявания със сходни симптоми: остър мускулен ревматизъм, бяс, някои отравяния, менингит, енцефалит и др.

## Лечение
В случай на нараняване и замърсяване на раната е нужно тя веднага да се обработи с антисептици и да се потърси лекарска помощ.
В случай на проявени клинични признаци лечението се насочва към:
- прекратяване на производството на отрова в мястото на проникване на инфекцията;
- обезвреждане на отровата в кръвта;
- намаляване и ограничаване на спазмите на организма;
- поддържане на сърдечно-съдовата и дихателната дейност;
- регулиране на водно-солевия баланс на организма.

## Профилактика
При човека имунизация се провежда от ранна детска възраст с комбинирана ваксина. В случай на нараняване се прилага и профилактично третиране със серум.
При животните подкожно се прилага тетаничен анатоксин преципитат. Имунитетът продължава до две години. Повторно имунизиране на животното до една година след първата ваксинация изгражда почти доживотен имунитет.